# Rejon mirhorodzki (1923–2020)
Rejon mirhorodzki – jednostka administracyjna w składzie obwodu połtawskiego Ukrainy.
Powstał w 1923. Ma powierzchnię 1550 km² i liczy około 41 tysięcy mieszkańców. Siedzibą władz rejonu jest Mirhorod.
W skład rejonu wchodzą 1 miejska rada, 2 osiedlowe rady oraz 22 silskie rady, obejmujące 101 wsi.